# Kulsprutepistol m/39
Kulsprutepistol m/39 är en tysk kulsprutepistol, Maschinenpistole 35/I, i Sverige använd under beteckningen Kpist m/39.

## Historia
Redan under första världskriget hade Bergmanns kulsprutepistol använts. Det var Bergmann MP 18, en modell som Hugo Schmeisser var med att designa. Dessa användes under 1918 och var tillverkade vid Theodor Bergmanns fabrik. Som magasin användes "snigeltrummemagasinet" TM08 från Parabellumpistolen, detta hade en kapacitet på 32 patroner. Senare varianter av MP18 kom att använda raka magasin.
Under mellankrigstiden togs en ny modell fram, MP28. Denna kom att säljas till Sydafrika, några Sydamerikanska länder, Kina, Japan och Spanien samt till tyska Polisen. Denna gång var det C.G. Haenel som tillverkade vapnet (även nu var Hugo Schmeisser inblandad). Belgien antog en variant av vapnet som Mitraillette Modele 1934. Dessa tillverkades på licens vid Pieper Bayard. Den engelska flottans kulsprutepistol "Lanchester" är en direkt kopia på Bergmanns MP28/II, och tillverkades av Sterling 1941-45. Bergmanns tidiga kulsprutepistoler hade magasinet till vänster och utkastaröppningen till höger. Detta ändrades senare till att bli tvärt om. 
Under trettiotalet tog Theodor Bergmanns son Emil Bergman över utvecklingen av Bergmankulsprutepistolen. De nya modellerna hade magasinen till höger och utkastaröppningen till vänster, samt manöverhandtaget flyttat till lådans baksida. Den första varianten, MP32 antogs av Danska Krigsmakten och licenstillverkades vid Schultz & Larsen i kaliber 9x23 mm för att kunna använda samma patron som i deras pistol Bergmann m1910/21.  1934 kom nästa modell i utvecklingsprogrammet, MP34. Denna tillverkades vid Waltherfabriken i c:a 2000 exemplar. Denna fanns med 200 mm eller 320 mm pipa och kunde fås i ett antal utföranden. Redan 1935 kom nästa förenklade model, MP35 eller MP 35/I tillverkades initialt också på Waltherfabriken i c:a 6000 exemplar mellan åren 1936 och 1940. Dessa såldes till Sverige och Etiopien. Den sista tillverkaren som gjorde MP 35/I var Junker & Ruh som tillverkade c:a 40000 kulsprutepistoler till Waffen-SS fram under krigsåren.

## Funktion
Kulsprutepistol m/39 fungerar enligt principen tungt slutstycke. Manöverhandtaget används genom att man precis som på ett repetergevär vrider det uppåt vänster för att sedan dra det rätt bakåt. Man för sedan fram handtaget igen och låser det i läge. Manöverhandtaget rör sig inte under eldgivningen.
Säkringen sitter på lådans bakre vänstra sida, och man väljer att skjuta patronvis eller helautomatisk eld genom att trycka avtryckaren olika långt bak. För patronvis eld trycker man på avtryckarens övre del till stoppläget, medan man för helautomatisk eld måste trycka ner en spärr med avtryckarfingret (det som ser ut som en extra avtryckare). Då kan man föra avtryckaren ännu längre bak och man får helautomatfunktionen. 
Siktet är ett tangentsikte inställbart mellan 50 och 1000 meter.

## Svensk användning av 9mm kulsprutepistoler
1937 antog Sverige en variant av den finska kulsprutepistolen KP-31 som Kulsprutepistol m/37. Dessa var i kalibern 9x20 mm. Under 1939 beställdes ett antal kulsprutepistoler från Waltherfabriken tillsammans med en order på 1.500st  Waltherpistoler modell HP (blev Pistol m/39 i Sverige) och 300st Mauser P08 Luger. Våren 1940 levererades 1 800 kulsprutepistoler av typen MP 35/I till svenska krigsmakten. I leveransen fanns både vapen med 200 mm piplängd och de med 320 mm piplängd. Vapnet beställdes för att snabbt öka antalet kulsprutepistoler vid utbrottet av kriget. Båda dessa vapen (pistolen och Kpisten) var i kaliber 9x19 mm, vilket gjorde att Sverige införde en ny patron: 9mm Patron m/39. 
Husqvarna som skulle tillverka Kpist m/37 fick då tillverka vapnen i kaliber 9x19 mm i stället för 9x20 mm. Denna modell kom att bli Kulsprutepistol m/37-39. Man valde också att beställa ett antal av den i Finland antagna Kpisten för att snabbt få fler vapen. Dessa kallas Kulsprutepistol m/37-39F.
Samtliga nämnda kulsprutepistoler ersattes till slut av Kpist m/45 i Armén, vilket gjorde att de finska modellerna hamnade i Flygvapnet och Marinen samt inom Hemvärnet. Detta gäller också Kpist m/39 som kom att användas som befälsbeväpning inom Hemvärnet och överfördes också till driftvärnet i avsikt att skapa en enhetlig beväpning. Kustartilleriet har också använt sig av dessa vapen.